# Peter Greenhalgh
Peter Greenhalgh (* 1944 in Nottingham; † 4. Juli 2020) war ein britischer Radrennfahrer und nationaler Meister im Radsport.

## Sportliche Laufbahn
Greenhalgh war im Straßenradsport aktiv. 1966 gewann er die nationale Meisterschaft im Bergzeitfahren vor Paul Wildsmith. Er startete für die britische Nationalmannschaft bei mehreren Etappenrennen. In der Internationalen Friedensfahrt 1972 kam er auf den 55. Rang der Gesamtwertung.